# Placebo
Placebo，1994年成立於英國倫敦的另類搖滾樂樂團。現今成員為布萊恩·莫爾可與史蒂芬·歐斯戴。樂隊在國際上獲得了認可與賞識，在英國，專輯的銷售數目已經超過百萬張，而在世界各地亦有超過千萬張的銷售成績。
至今，百憂解也擁有許多廣為人知的金曲，例如：Nancy Boy、Pure Morning、You Don't Care About Us、Every You Every Me、The Bitter End、Twenty Years、Black-Eyed、Because I Want You、Infra-Red、Meds、以及翻唱Kate Bush的歌曲Running Up That Hill。
百憂解也帶來了許多充滿話題性的焦點，成員的性向（貝斯手史蒂芬·歐斯戴是同性戀，而布萊恩·莫爾可則為雙性戀），他們的生活方式，以及布萊恩·莫爾可給人的「雌雄莫辨」印象，這些也都經常能從他們的音樂及歌詞中略知一二。然而近年來，樂隊逐漸已無像以往那般把焦點關注在性別上，轉而關心更多更廣泛的話題。

## 歷史

### 樂隊結成(1994－1995)
百憂解是由吉他兼主唱Brian Molko與貝斯手Stefan Olsdal所組成。他們以前曾經一起參加過American International School of Luxembourg，但是一直到1994年在倫敦才有真正的交集。那時，Olsdal正在學完吉他的回家路上，在South Kensington捷運站碰到了Molko。Molko注意到他背上背著吉他，所以邀請他來看自己在地方酒吧的表演。由於Molko有力度的表演，Olsdal提議他們應該來組一個團。
一開始時，他們不能決定鼓手要用誰。Molko以前有跟鼓手Steve Hewitt玩過，所以是個理想的選擇(他們倆個是被Hewitt的前女友在漢堡王外面介紹認識的，當年1991)。但是由於Hewitt當時已經在幫另一個倫敦團Breed打鼓，所以他只能偶爾幫Molko和Olsdal錄一些Demo。這使得Robert Schultzberg在Placebo(當時叫Ashtray Heart)跟Caroline Records（页面存档备份，存于）簽合約時，得到了正式的鼓手位置。Schultzberg跟Olsdal是在American International School of Luxembourg認識的，也一起在瑞典玩過團。
樂團剛開始短暫取名叫Ashtray Heart，取名自Captain Beefheart（页面存档备份，存于）的歌詞，後來很快就改名為Placebo。在ㄧ次MTV的訪談中，Olsdal表示取Placebo為團名是因為這個字的拉丁字源字面上翻成英文是"I will please"。之後在許多的訪談中，Molko表示這個團名是為了反諷90年代很多樂團都陳腔濫調地以毒品為團名。某次訪談中被問起團名，他說:
“這是一個複雜的問題。身為一個音樂家，你試著找尋一個可以代表你們樂團的團名，但你永遠不可能真正找到。因為基本上，團名隨著時間會漸漸失去它的意義。它會變成一系列的聲響，而我們藉由它與群眾互動。團名最重要的一件事就是你要能想像四萬名觀眾合起來叫喊它的模樣。”

### 《精神崩裂》、成員更替(2006－2009)
2005年9月，樂團完成了即將在隔年3月13日發售的專輯錄音階段(美國發售時間為4月4日)。新專輯中的首支單曲為"Because I Want You"，且只在英國地區發行，而"Song To Say Goodbye"則為第一支全球發行的單曲，上市時間則與"Because I Want You"同時發行。而專輯則在10月至隔年1月進行重新灌製的工程。專輯中的兩首歌分別邀請了The Kill的Alison Mosshart合唱"Meds"，以及R.E.M.的Michael Stipe合唱"Broken Promise"。為樂團製作出第五張專輯佳作的法國音樂製作人Dimitri Tikovoi（Goldfrapp、the Cranes），替樂團的新歌精選專輯"Once More with Feeling"進行選曲及混音。該樂團表示此張專輯想嘗試捕捉第一張專輯的風格，而又不失前幾張專輯裡所用的音樂技巧。
新專輯正式發行日期為2006年3月13日，而幾乎是提前兩個月，1月17日在網路上就已有新專輯的資訊走漏。對此，樂團所屬的唱片公司預測會有非常大的損失，造成專輯銷量的減少，但所幸專輯在各國家的皆有不錯的成績，在法國、比利時…等國皆獲得排行榜第一名，而在英國當地則為第七名。專輯中的第二支單曲"Infra-Red"於2006年6月19日在英國地區發行。
百憂解在2008年離開EMI，但是此廠牌計畫發行百憂解完整的影音作品，包括所有錄音室專輯、DVD以及B面歌曲。內容包含十片光碟的限量發行特典發行日為2009年6月8日。

### 《陽光戰役》(2009－2011)
2009年1月，百憂解證實了他們已經完成了繼2006年《Meds》發行以來，新作品的錄製工作，並且透露新專輯將於2009年6月發行。2009年3月，專輯曲目於官網上公布。在新專輯《陽光戰役》裡，就以新晉鼓手史蒂夫·福里斯特為主要特色。並且邀請來曾替繆斯樂隊製作專輯、抱走三座葛萊美獎加冕的David Bottrill擔任製作人。新專輯於美國多倫多錄製，並且由原先的EMI轉至PIAS廠牌旗下在2009年6月8日發行。獨家取得台灣及東南亞地區的代理唱片公司則是映象唱片。
主打歌"Battle for the Sun"在2009年3月17日於英國BBC廣播節目裡進行首播，之後亦可在百憂解的官網上依其喜好下載。同一天，百憂解在倫敦的某處進行了非公開的表演，演唱了專輯裡的許多曲目，包括"Ashtray Heart"、"Julien"、"Kitty Litter"、"Speak in Tongues"and"Devil in the Details"。Rock Sound在表演評論中認為若與上一張《Meds》相比，新專輯在聽覺上顯得起伏較大，並且令人像是重回《Without You I'm Nothing》所營造出的氛圍之中，相同的專輯中也呈現了許多不同以往的編排方式。
首支單曲"For What It's Worth"在2009年4月20日在廣播上進行首播，隔天2009年4月21日即可在iTunes上進行下載，這支單曲的音樂錄影帶也在同時間於樂隊的Myspace公布。而單曲的實體發售則在2009年6月1日。
2009年5月，為了09年歐洲與亞洲的夏季音樂祭巡迴，樂隊選擇在熟悉的謝菲爾德、伯恩茅斯和倫敦進行三場暖身表演。
百憂解的正式官方網站"Placeboworld"（页面存档备份，存于）以全新的樣貌在2009年5月13日呈現在歌迷眼前，新官網強調能夠增進與歌迷互動的特點，並附設販售官方商品的線上商店。更令人意外的是從2009年5月29日到31日，曾在官網登錄會員的歌迷都將收到一組獨一無二的驗證碼，而歌迷能夠使用這組驗證碼於官網連續完整試聽新專輯五次。
百憂解09年的巡迴，以台灣做為亞洲巡迴的首站(2009年8月1日－音樂航空站)，這也是百憂解首度在台灣演出，接著至香港、南韓，最後前往參加日本東京及大阪兩場的SUMMER SONIC音樂祭。
2010年3月13日，百憂解再度來台灣開唱，地點於台北國際會議中心。

### 《20週年紀念》(2015－至今)
2016年是百憂解自首次發行第一張專輯的20週年紀念。在2015年2月25日，樂團宣佈將於未來兩年著手進行一些以「懷舊」為主題的紀念活動。

## 音樂風格與形式

### 影響
因為對於中性的打扮及化妝的強烈傾向，以及未經太多修飾的大塊吉他重複刷弦行進，因此百憂解被形容為華麗版本的超脫樂團（Nirvana）。主要風格受到來自不同國家的樂團影響，像是音速青春（Sonic Youth）、小妖精（Pixies）、非凡人物樂團（The Smashing Pumpkins），以及上述的超脫樂團（Nirvana）。

### 性別
百憂解的另一目標就是挑戰性別規範。他們最受到歡迎的歌曲"Nancy Boy"（意指充滿女孩子氣息的男孩），就是最佳的範例。這首歌突顯出布萊恩·莫爾可與歌曲中"Nancy Boy"有著相同的傾向，也是為了鼓勵有著相同傾向的聽眾們讓自己過的自在一點。布萊恩·莫爾可雌雄莫辨的形象原因，部份即可如此解釋。然而，這首"Nancy Boy"也不是樂團持續發揚同性戀（alternative lifestyles）的唯一例子（alternative lifestyles為同性戀的隱晦說法）。布萊恩·莫爾可公開承認自己是雙性戀的身分，而吉他手／貝斯手史蒂芬·歐斯戴是同性戀。此外，除了"Nancy Boy"，百憂解也將受到非正統認同的角色，寫入許多歌曲的歌詞之中，包括同性戀。

### 藥物
布萊恩·莫爾可已公開他使用消遣性藥物的使用記錄；1997年，在與New York Doll的一次採訪中，他承認了一點：「世界上可能只剩海洛因是我沒嘗試過的。」即使隨後他又承認了其實他也曾嘗試過海洛因。樂團認為藥物能使他們的音樂反映出當下時間的自然本質，並且避免他們將歌曲的意義惡化
。

## 唱片目錄

### 專輯

#### 錄音室專輯
- Placebo (1996)
- Without You I'm Nothing (1998)
- Black Market Music (2000)
- Sleeping with Ghosts (2003)
- Meds (2006)
- Battle for the Sun (2009)
- Loud Like Love (2013)
- Never Let Me Go (2022)

#### 精選專輯
- Covers (2003)
- Once More with Feeling: Singles 1996–2004 (2004)
- B-Sides: 1996–2006 (2011)

#### 現場專輯
- Live at Angkor Wat (2011)

### EP
- Slave to the Wage (2000)
- Taste in Men (2000)
- Special K (2001)
- Live at La Cigale (2006) iTunes及7Digital獨家下載的現場專輯
- Exclusive Session (2007) iTunes Store獨家線上販售
- Extended Play '07 (2007)
- B3 (2012)

### 單曲
- Bruise Pristine (1995)
- Come Home (1996)
- 36 Degrees (1996)
- Teenage Angst (1996)
- Nancy Boy (1997)
- Bruise Pristine (1997)重新發行
- Pure Morning (1998)
- You Don't Care About Us (1998)
- Every You Every Me (1999)
- Without You I'm Nothing (1999)
- Burger Queen Français (1999)
- Taste in Men (2000)
- Slave to the Wage (2000)
- Special K (2000)
- Black Eyed (2001)
- The Bitter End (2003)
- This Picture (2003)
- Special Needs (2003)
- English Summer Rain (2004)
- Twenty Years (2004)
- Protège-Moi (2004)
- Because I Want You (2006)
- Song to Say Goodbye (2006)
- Infra-Red (2006)
- Meds (2006)
- Running Up That Hill (2007)
- For What It's Worth (2009)
- The Never-Ending Why (2009)
- Ashtray Heart (2009)
- Bright Lights (2010)
- Too Many Friends (2013)
- Loud Like Love (2014)
- A Million Little Pieces (2014)

### DVD
- Soulmates Never Die (Live in Paris 2003) (2004)
- Once More With Feeling: Videos 1996-2004 (2004)
- We Come In Pieces (2011)

## 成員

### 現任
- 布萊恩·莫爾可 – 主唱、吉他、口琴、鍵盤、薩克斯風 (1994－)
- 史蒂芬·歐斯戴 – 貝斯、吉他、鍵盤、合聲 (1994－)

巡迴樂手
- 比爾·洛伊德 – 吉他、節奏吉他、鍵盤、鋼琴(巡迴&錄音室) (1999－)
- 費歐娜·布萊斯 – 電小提琴、鍵盤、特雷門、打擊樂器、合聲 (2008－)
- 尼克·Gavrilovich – 鍵盤、吉他、合聲 (2009－)

### 前任
- 史蒂夫·荷維特 – 鼓、打擊樂器 (1994, 1996–2007)
- 羅伯特·舒爾茨伯格 – 鼓、打擊樂器、迪吉里杜管 (1994–1996)
- 賽維爾·勞埃德 (巡迴成員) – 鍵盤、合聲 (2003–2005)
- 亞歷克斯·李 (巡迴成員) – 吉他、鍵盤、合聲 (2006–2007)
- 史蒂夫·福里斯特 – 鼓、合聲 (2008－2015)